# Rimat al-Luhuf
Rimat al-Luhuf (arab. ريمة اللحف) – miejscowość w Syrii, w muhafazie As-Suwajda. W 2004 roku liczyła 1925 mieszkańców.